# 高攀龍

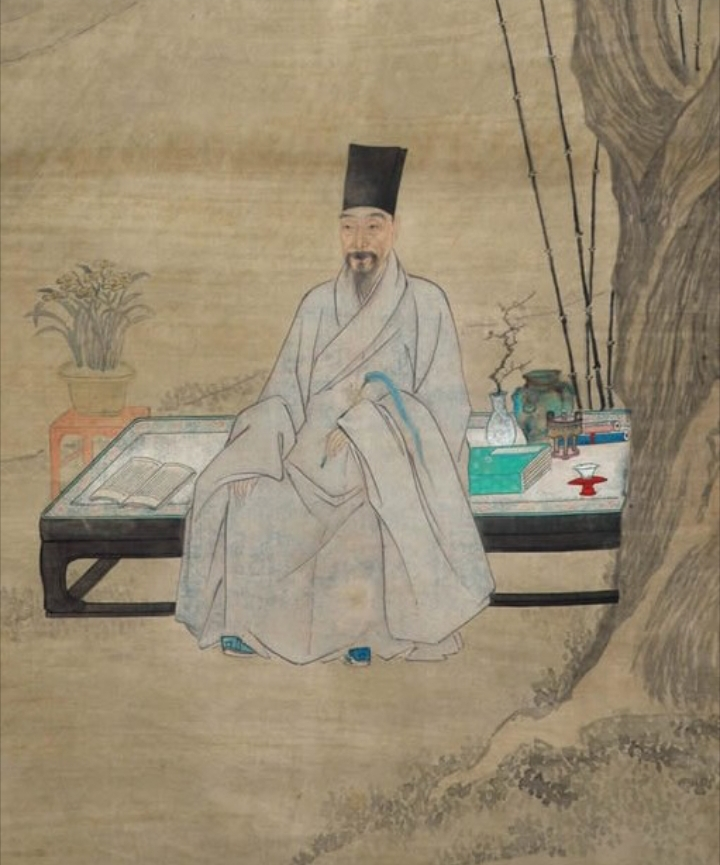
高攀龍

高 攀龍（こう はんりゅう、1562年 - 1626年）は、明代の儒学者・官僚。東林七賢のひとり。字は存之、号は景逸。本貫は常州府無錫県。

## 生涯
若くして読書し、朱子学を探求した。1589年（万暦17年）、進士に及第し、行人に任じられた。四川僉事の張世則が『大学初義』を著して進上し、程頤と朱熹の章句を批判すると、攀龍はこれに反論した。
1593年（万暦21年）、侍郎の趙用賢と都御史の李世達が告発されて官を去ると、攀龍は上疏して大学士の王錫爵による諸臣の排斥を非難した。攀龍は戸部郎中の楊応宿とお互いを弾劾しあって、両人とも処罰され、攀龍は掲陽添註典史に左遷された。攀龍は赴任すること7カ月で、辞職して帰郷した。家居すること30年近くに及んだ。顧憲成らとともに東林書院で講学した。その間にたびたび推挙されたが、万暦帝はかれを任用しようとしなかった。
1620年（泰昌元年）、天啓帝が即位すると、攀龍は光禄寺丞として起用された。1621年（天啓元年）、光禄寺少卿に進んだ。1622年（天啓2年）4月、攀龍は鄭養性を弾劾する上疏をおこなった。孫慎行が紅丸の案をめぐって方従哲を弾劾すると、攀龍は『春秋』を引いて、方従哲の投獄を求めた。給事中の王志道が方従哲のために弁護すると、攀龍は手紙を送ってこれを批判した。ほどなく太常寺少卿に転じた。学問の必要性を上疏したが、その文章の中の「不孝」の語が天啓帝の怒りを買い、攀龍は厳しい譴責を加えられるところだったが、葉向高に弁護されて、俸禄1年の剥奪で許された。9月、大理寺少卿に転じた。鄒元標が首善書院を建てると、攀龍もこれに参与した。鄒元標が攻撃を受けると、攀龍は鄒元標とともに罷免されたいと自ら申し出たが、天啓帝に慰留された。11月、太僕寺卿に進み、刑部右侍郎に抜擢された。
1624年（天啓4年）8月、攀龍は左都御史に任じられた。楊漣が魏忠賢の二十四大罪を弾劾し、東林党と閹党の勢力はすでに両立できなくなっていた。葉向高が官を去り、魏広微が魏忠賢と結んでその専横を助けていたが、攀龍は趙南星とともに要職にとどまってこれに対抗していた。御史の崔呈秀が淮安・揚州を巡按して北京に帰還すると、攀龍はその汚職を暴き、趙南星が崔呈秀を一兵士に落として辺境に送るよう発議した。崔呈秀は魏忠賢のもとに駆け込んで、助けを求めた。10月、攀龍は趙南星とともに弾劾されて、官を去った。1625年（天啓5年）4月、南京御史の游鳳翔に弾劾されて、攀龍は官籍から削られた。1626年（天啓6年）2月、崔呈秀は攀龍への恨みやまず、李実が周起元を弾劾した上疏の中に攀龍の名を紛れこませ、緹騎を無錫に派遣して攀龍の逮捕に向かわせた。3月、攀龍は後園の池の上で門生と弟とともに飲酒していたが、周順昌が逮捕されたと聞くと、衣冠をつけて池に飛び込んで自殺した。享年は65。1628年（崇禎元年）、太子少保・兵部尚書の位を追贈された。諡は忠憲といった。
著書に『大易易簡説』3巻・『周易孔義』1巻・『春秋孔義』12巻・『就正録』2巻があった。